# Clocinizina
Clocinizina es un antihistamínico de primera generación de la clase de la fenilpiperazina

## Acción y mecanismo
Antialérgico y Antagonista histaminergico H1. La clocinizina es un derivado piperazínico que bloquea de forma competitiva, reversible e inespecífica a los receptores H1, disminuyendo los efectos sistémicos de la histamina. Da lugar a vasoconstricción y disminución de la permeabilidad vascular, disminuyendo el enrojecimiento y el edema asociado a la alergia. Mitiga parcialmente síntomas asociados a los procesos alérgicos como enrojecimiento ocular o congestión nasal. Además produce un ligero efecto broncodilatador y una disminución del prurito dérmico.
La clocinizina es un antagonista H1 inespecífico, por lo que es capaz de antagonizar a otros receptores como los colinérgicos centrales y periféricos. Al atravesar la barrera hematoencefálica y bloquear receptores H1 y muscarínicos va a dar lugar a sedación.

## Farmacocínetica
Vía oral:
- Absorción: Tras su administración oral se absorbe con facilidad en el intestino, comenzando los efectos al cabo de 15-60 minutos.
- Metabolismo: La clocinizina se metaboliza intensamente a nivel hepático, y en menor medida a nivel renal.
- Eliminación: La clocinizina se elimina por metabolismo y posterior excreción de los metabolitos en orina.

## Indicaciones
- Alergiasː Tratamiento sintomático y temporal de procesos alérgicos producidos por el polen de las plantas, animales domésticos, polvo u otros agentes alergénicos, y que cursen con Rinitis alérgica estacional y perenne, conjuntivitis alérgica o urticaria crónica idiopática.

## Contraindicaciones
- Hipersensibilidad a cualquier componente del medicamento. Pueden existir reacciones cruzadas con otros antihistamínicos, por lo que no se recomienda emplear ningún antihistamínico H1 en pacientes que hayan presentado hipersensibilidad a cualquier compuesto del grupo.
- Crisis Asmática. Algunos antihistamínicos H1 podrían empeorar el asma debido a sus efectos anticolinérgicos, por lo que no se recomienda su empleo en una crisis aguda.

## Precauciones
- Insuficiencia hepática. La clocinizina se elimina mediante metabolismo, por lo que se recomienda extremar las precauciones en pacientes con insuficiencia hepática.
- Pacientes aquejados de glaucoma, hipertrofia prostática u obstrucción e la vejiga urinaria, hipertensión arterial, arritmias cardiacas, Miastenia gravis, Úlcera péptica estenosante u obstrucción intestinal. Debido a los efectos anticolinérgicos de la clocinizina, se podría producir un agravamiento de estos cuadros, por lo que se recomienda extremar las precauciones y suspender el tratamiento en caso de que se produjese un empeoramiento.
- Enfermedades del árbol respiratorio inferior, como asma, Enfisema pulmonar o Enfermedad pulmonar obstructiva crónica. Según algunos autores, los antihistamínicos H1 podrían disminuir el volumen de las secreciones bronquiales, aumentando su viscosidad, debido a sus efectos anticolinérgicos, por lo que podrían agravar estos cuadros. Sin embargo, no existen demasiadas evidencias clínicas, a pesar de lo cual, se recomienda extremar las precauciones en estos pacientes. Por regla general, no se recomienda su utilización en pacientes con crisis asmáticas (Véase Contraindicaciones).
- Epilepsia. Se debe tener precaución en pacientes epilépticos, ya que los antihistamínicos se han asociado en ocasiones con reacciones paradójicas de hiperexcitabilidad, incluso a dosis terapéuticas, por lo que podrían disminuir el umbral de convulsiones.
- Fotosensibilidad. Algunos antihistamínicos podrían dar lugar a fenómenos de fotosensibilidad, por lo que se recomienda no tomar el Sol durante el tratamiento, y protegerse mediante filtros solares